# Sair do armário
Sair do armário é uma expressão usada no contexto LGBT+ que descreve o anúncio da aceitação da orientação sexual ou identidade de género de alguém, ou de si próprio. Estar fora do armário significa que alguém é assumidamente lésbica, gay, bissexual, transgénero ou membro de outra parte da comunidade LGBT+.[carece de fontes?]
A "saída do armário" é geralmente um ato voluntário, em que o próprio decide revelar à família, amigos, colegas ou quaisquer outros, a sua orientação sexual ou identidade de género. Por vezes a revelação deste tipo de informação pessoal é feita sem o consentimento do sujeito envolvido, o que acontece por motivos de ordem política, de denúncia de figuras públicas ou simplesmente por ambição de publicidade do delator.[carece de fontes?]
Enquadrada e debatida como uma questão de privacidade, sair do armário é descrito muitas vezes como um processo psicológico; uma tomada de decisão ou a assunção de riscos; uma estratégia ou plano; uma massa ou evento público; um ato de fala e uma questão de identidade pessoal; um rito de passagem; libertação ou emancipação da opressão; uma provação e, por fim, um meio para sentir o orgulho LGBT, ao invés da vergonha e estigma social (que podem levar até mesmo ao suicídio). O Autor Steven Seidman escreve que a expressão refere-se "ao poder do armário para dar forma ao núcleo da vida de um indivíduo, que fez da homossexualidade um drama pessoal, social e político significativo na América do século XX."
A professora e filósofa norte-americana Judith Butler argumenta que o processo de "sair" faz as pessoas que são LGBT verem-se livres da opressão. Butler afirma que, embora estas pessoas podem se sentir mais livres para agir como si mesmos, "a opacidade envolvida em entrar em um território não-heterossexual insinua julgamento sobre a sua identidade", conforme escrito no livro Imitação e Insubordinação de Gênero (1991).

## História
Em 1869, cem anos antes dos motins de Stonewall, Karl Heinrich Ulrichs introduziu a ideia de auto-revelação como um meio de emancipação. Alegando que a invisibilidade era um grande obstáculo para mudar a opinião pública, ele pediu que as pessoas homossexuais revelassem suas atrações pelo mesmo sexo. Essa ideia recebeu o apoio de Iwan Bloch, um médico judeu-alemão que, em seu trabalho Das Sexualleben unserer Zeit em seinen Beziehungen zur modernen Kultur (A Vida Sexual do nosso tempo em sua Relação com a Civilização Moderna), publicado em 1906, suplicou aos homossexuais idosos que se auto revelassem a seus familiares e conhecidos. Em 1914, Magnus Hirschfeld rediscutiu o tema em sua obra A homossexualidade de homens e mulheres, abordando as potencialidades sociais e jurídicas de vários milhares de homens homossexuais e mulheres de posição que revelam sua orientação sexual à polícia a fim de influenciar legisladores e a opinião pública.
O primeiro proeminente norte-americano a revelar sua homossexualidade foi o poeta Robert Duncan. Em 1944, usando o seu próprio nome na revista Politics, de cunho anarquista, ele afirmou que os homossexuais eram uma minoria oprimida. A Sociedade de Mattachine, fundada por Harry Hay e outros veteranos em 1950, mudou-se para os olhos do público depois que Hal Call assumiu o grupo em São Francisco em 1953, com muitos gays emergentes saindo do armário.